# Рудневский
Ру́дневский — село в Козельском районе Калужской области. Входит в состав сельского поселения «Село Чернышено».

## География
Село находится на расстоянии 33 км к юго-востоку от города Козельск, административного центра района.

### Часовой пояс
Село Рудневский, как и вся Калужская область, находится в часовой зоне МСК (московское время). Смещение применяемого времени относительно UTC составляет +3:00.

## Население
| 2002 | 2010 |
| ---- | ---- |
| 13   | ↘11  |

## Улицы
В селе имеется одна улица — Солнечная.